# El Basuche, San Luis Potosí
El Basuche är en ort i Mexiko.   Den ligger i kommunen Tanquián de Escobedo och delstaten San Luis Potosí, i den sydöstra delen av landet, 250 km norr om huvudstaden Mexico City. El Basuche ligger 47 meter över havet och antalet invånare är 206.
Terrängen runt El Basuche är platt. Runt El Basuche är det ganska glesbefolkat, med 34 invånare per kvadratkilometer. Närmaste större samhälle är Tanquián de Escobedo, 3,5 km sydväst om El Basuche. Trakten runt El Basuche består till största delen av jordbruksmark.